# Rudi Jürges
Christian Heinrich Rudolf Jürges, bekannt als Rudi Jürges, (* 28. Dezember 1893 in Hannover; † 1. Januar 1958 in Treis-Karden) war ein deutscher Grafiker, Kunstmaler und Hotelier, der etwa drei Jahrzehnte im Lützbachtal, Gemeinde Treis-Karden, Kreis Cochem-Zell lebte und wirkte.

## Leben und Persönlichkeit
Lebensdaten über den Maler sind bisher kaum bekannt. 1908 begann der zeichnerisch begabte Jürges eine Lehre in Fein-Lithographie und gewann vier Jahre in Folge den ersten Preis bei den jährlichen Wettbewerben. In dieser Zeit absolvierte er je vier Winter- und Sommersemester an der Kunstgewerbe- und Handwerkerschule Hannover bei den Professoren (Albert?) Brager, Feierabend, Greve und Otto Hamel unter anderem in den Fächern Landschaft, Grafik und Kopiestudien. Nach seiner Ausbildung arbeitete er zunächst in Berlin bei der 1916 gegründeten Richard Oswald-Film GmbH und anschließend in Koblenz als Reklamemaler. Nach dem Ersten Weltkrieg, in dem er zweimal als Soldat verschüttet wurde, gründete er in seiner Geburtsstadt die Firma Moderne Reklame und arbeitete später für verschiedene Firmen, Verlage und die Filmwirtschaft. Auch für die Rheinzeitung fertigte er regelmäßig Illustrationen an.
In erster Ehe war Jürges viereinhalb Jahre lang in Hannover mit Luise Leonore Charlotte Amanda Schulze, Tochter des Kunstmalers Friedrich Anton Schulze, verheiratet. Zwischen 1925 und 1930 zog er ins Lützbachtal, wo er bis zu seinem Tod mit seiner zweiten Ehefrau Johanna Jung lebte. Er wird als zurückhaltender Mensch beschrieben, der aber gelegentlich, vor allem in einer Runde mit Jagdfreunden, auch gesellig sein konnte. Offenbar hatte der Künstler ein problematisches Verhältnis zu Geld, weshalb er Handwerker öfters mit Bildern bezahlen musste, die nach dem Zweiten Weltkrieg in der Region hoch im Kurs standen und hier noch in vielen Haushalten zu finden sind. Die Rahmen für seine Bilder fertigte er oft selbst an.
Auf der Suche nach interessanten Motiven unternahm der begeisterte Bergsteiger und Hochtourist Jürges mit Freunden regelmäßig Studienreisen in die Alpen. Auf einer solchen Alpentour wurde der Gruppe der Abstieg durch ein Unwetter abgeschnitten, weil die über eine Schlucht führende Brücke weggespült worden war, so dass sie erst anderntags gerettet werden konnte.

## Werk

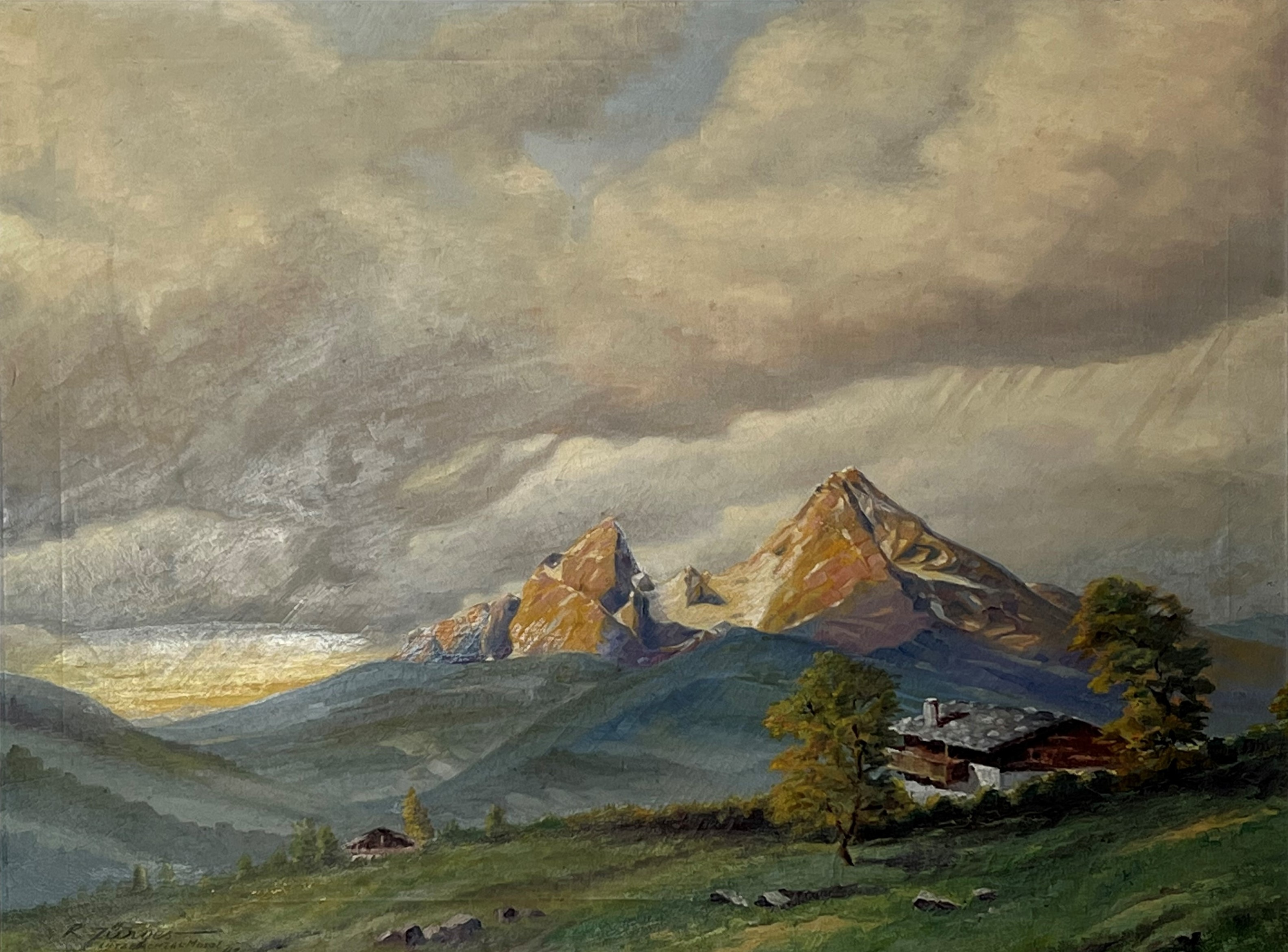
Watzmann – Ölgemälde von Rudi Jürges von 1941

Jürges war ein vielseitiger und sehr produktiver Maler. Die Bandbreite seiner Ölbilder, Aquarelle und Zeichnungen reicht von Alpenmotiven (zum Beispiel Watzmann, Gumpachkreuz und Heiligenblut) über Landschaftsmotive des Kreisgebietes Cochem-Zell, regionale Ereignisse und Porträts bis zu klassischen Blumensträußen. Dabei sind teilweise Ansätze einer Serienproduktion zu erkennen, denn einige Motive finden sich, leicht variiert, mehrfach. Zudem scheinen die Werke von unterschiedlicher Qualität zu sein. Einige zeichnen sich durch große Detailtreue und bestechende Schönheit aus, während andere eher oberflächlich gemalt und auf die Schnelle entstanden zu sein scheinen.
Manche Motive haben einen sehr persönlichen Charakter und gelegentlich legte Jürges sogar Witz in seine Werke. Meist signierte er sie mit Rudi Jürges – Lützbachtal-Mosel oder ähnlich, was seine große Verbundenheit mit seiner Wahlheimat unterstreicht. Unter kulturellen und historischen Gesichtspunkten sind vor allem seine Bilder bemerkenswert, die Aspekte des Zeitgeschehens festhalten; so beispielsweise der Tanz an der Weibereiche auf dem Treiser Schock von 1947 und die eindrucksvolle Weihe der Müdener Fähre durch Pfarrer Friedrich Erxleben im Jahre 1949.
Einige seiner Bilder wurden auch ins Ausland verkauft, zum Beispiel nach Großbritannien. Hier lebte die Tochter des zweiten Ehemannes seiner Witwe. Bislang konnte lediglich ein noch unvollständiges Werkverzeichnis erstellt werden. Zeitgenossen nannten Jürges in einem Atemzug mit Josef Steib, der sich ebenfalls die Untermosel als Wahlheimat ausgesucht hatte.

## Das Hotel Paradies
Vor dem Zweiten Weltkrieg hatte Jürges von einer Schieferbergbaugesellschaft ein Haus im Lützbachtal gekauft, in dem er zusammen mit seiner zweiten Ehefrau das Hotel Paradies betrieb. Sein Atelier befand sich neben dem Hotel. Im Zweiten Weltkrieg wurden die Gästezimmer von der Wehrmacht für verletzte Soldaten beschlagnahmt und nach dem Krieg von den Amerikanern zu demselben Zweck. Später wurde das Hotel durch einen Anbau erweitert, brannte aber Mitte 1974 ab. Der in der Rheinlandliga spielende TuS Neuendorf hielt hier öfters seine Feiern ab.